# Чихачёв, Василий Афанасьевич
Васи́лий Афана́сьевич Чихачёв — дворянин, гонец и воевода Ивана Васильевича Грозного.

## Биография
В 1559 году во время похода был головой в полку воеводы Даниила Федоровича Адашева.
В 1574 году послан был Грозным во время войны со шведами в Швецию с предложением мира. Шведы требовали, чтобы он отдал грамоту им, опасаясь, что грамота написана в неподобающих выражениях, но Чихачев, несмотря на побои и угрозы уморить его голодом или зарубить его топором, не хотел отдать её иначе как в руки короля, как ему было приказано, чего и достиг. Некоторое время он оставался у шведов заложником за шведского толмача, которого Иоанн оставил в России для обучения русских детей шведскому языку.
В 1580 году Василий Афанасьевич Чихачев был воеводой в городе Падисе возле Ревеля; осажденный шведами, он не сдавался, несмотря на то, что 13 недель люди не видели хлеба, «ели всякую гадость», а некоторые отведали даже человеческого мяса; город был взят только приступом.
В 1620 году В. А. Чихачев вздумал местничаться с князем Шаховским, но по незнатности своей проиграл дело. Бояре приговорили бить его кнутом, но дьяк Томило-Луговской заявил: «долго ждать», и стал бить Чихачёва палкой с одной стороны, а И. Н. Романов — с другой.